# Dzmitryj Płatonau
Dzmitryj Płatonau (biał. Дзмітрый Платонаў, ros. Дмитрий Платонов, Dmitrij Płatonow; ur. 7 lutego 1986 w Mińsku) – białoruski piłkarz, występujący na pozycji napastnika.

## Kariera klubowa
| Sezon | Klub                | Kraj     | Rozgrywki        | Mecze | Bramki |
| ----- | ------------------- | -------- | ---------------- | ----- | ------ |
| 2005  | Zwiazda-BDU Mińsk   | Białoruś | Wyszejszaja liha | 23    | 7      |
| 2006  | BATE Borysów        | Białoruś | Wyszejszaja liha | 18    | 2      |
| 2007  | BATE Borysów        | Białoruś | Wyszejszaja liha | 19    | 1      |
| 2008  | Hranit Mikaszewicze | Białoruś | Wyszejszaja liha | 23    | 3      |
| 2009  | Szachcior Soligorsk | Białoruś | Wyszejszaja liha | 24    | 3      |
| 2010  | FK Homel            | Białoruś | Pierszaja liha   | 28    | 25     |
| 2011  | FK Homel            | Białoruś | Wyszejszaja liha | 8     | 2      |
| 2012  | FK Homel            | Białoruś | Wyszejszaja liha | 28    | 8      |